# Новоєво
Новоєво (пол. Nowojewo) — село в Польщі, у гміні Доміново Сьредського повіту Великопольського воєводства.
Населення — 78 осіб (2011).
У 1975-1998 роках село належало до Познанського воєводства.

## Демографія
Демографічна структура станом на 31 березня 2011 року:
|          | Загалом | Допрацездатний вік | Працездатний вік | Постпрацездатний вік |
| -------- | ------- | ------------------ | ---------------- | -------------------- |
| Чоловіки | 43      | 7                  | 32               | 4                    |
| Жінки    | 35      | 6                  | 23               | 6                    |
| Разом    | 78      | 13                 | 55               | 10                   |